# De Lacy O’Leary
De Lacy O’Leary (* 1872; † 1957) war ein britischer Arabist und Semitist.

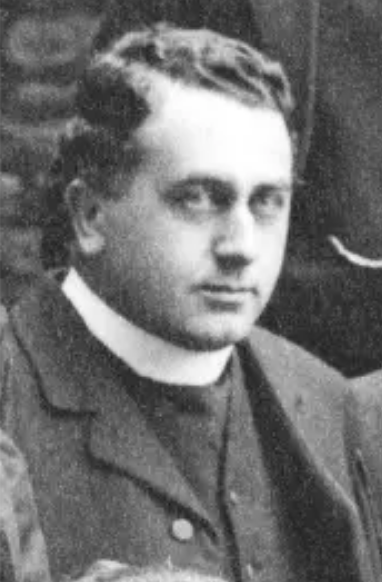
De Lacy O’Leary (1909)

De Lacy O’Leary lehrte an der University of Bristol. Klassiker der Arabistik sind seine Darstellung von Arabien vor Mohammed und seine Kurze Geschichte des Fatimiden-Kalifats.

## Schriften
- Arabic Thought and its place in history. (Trübner’s Oriental Series) London, 1922 (Digitalisat)
- The Coptic Theotokia : Text from Vatican cod. copt. 38. Bib. Nat. Copte 22, 23, 35, 69 and other MSS ; including fragments recently found at the Dêr Abû Makâr in the Wadi Natrun. London : Luzac, 1923
- Islam at the Cross Roads : a brief survey of the present position and problems of the world of Islam. London: Kegan Paul, Trench, Trubner. New York: E. P. Dutton, 1923
- A Short History of the Fatimid Khalifate. London 1923 (Digitalisat)
- Comparative Grammar of the Semitic Languages. - London : Kegan Paul, Trench, Trubner [and] Co., 1923 (Reprint Amsterdam: Philo Press, 1969)
- Fragmentary coptic hymns from the Wadi n-Natrun. - London, 1924
- Arabia before Muhammad. London : Kegan Paul, 1927 Digitalisat
- The Difnar [Antiphonarium] of the coptic church. 3 Bände. London : Luzac, 1926-1930
  - [First four months] from the Ms in the John Rylands Library ... (1926)
  - Second four months, Tubeh, Amshir, Barmahat and Barmuda (1928)
  - [Months Beshons, Baounah, Abib, Merre and the intercalary days or Nasi] : from the Vatican Codex copt. Borgia 53 (2); with an app. cont. Hymn fragments preserved in Bristol Museum and Art Gallery (1930)
- Arabic thought and its place in history. London: Routledge & Kegan Paul 1958
- Colloquial Arabic. With notes on the vernacular speech of Egypt, Syria and Mesopotamia, and an appendix on the local characteristics of Algerian dialect. London, Routledge & Kegan Paul, 1958
- The Saints of Egypt : an alphabetical compendium of martyrs, patriarchs and sainted ascetes in the Coptic calendar, commemorated in the Jacobite Synascarium. Repr. [d. Ausg.] London ; New York 1937. - Amsterdam : Philo Press, 1974
- How Greek science passed to the Arabs. - London, 1980

## Namensvarianten
De Lacy O’Leary, De Lacy Evans O’Leary, Delacy O’Leary, De L. O’Leary, DeL. O’Leary, De Lacy Evans O’Leary
| Personendaten    | Personendaten                   |
| ---------------- | ------------------------------- |
| NAME             | O’Leary, De Lacy                |
| ALTERNATIVNAMEN  | O’Leary, De Lacy Evans          |
| KURZBESCHREIBUNG | britischer Arabist und Semitist |
| GEBURTSDATUM     | 1872                            |
| STERBEDATUM      | 1957                            |